# Eo光テレビ
eo光テレビ（イオひかりテレビ）は、関西電力グループのオプテージ（旧：ケイ・オプティコム）が提供している光放送（光ケーブルテレビ）のサービス名称である。

## 概要
いわゆるケーブルテレビに準じた多チャンネル放送サービスだが、各地のケーブルテレビ局で一般的なHFCを用いた有線テレビジョン放送ではなく、FTTHによる通信を用いた有線一般放送（2011年6月30日までは有線役務利用放送の標準テレビジョン方式）に当たる。棟外網構成においては光ファイバーのみを使用しており、多くのケーブルテレビで採用されている同軸ケーブルは使用していない。
2003年11月21日に大阪府枚方市を拠点としていたケーブルテレビ局のケイ・キャットと業務提携を結び、同社の名を冠した 「K-CAT eo T.V.」（ケイ・キャット イオ ティーヴィー）としてサービスを開始（2005年7月1日より「K-CAT eo光テレビ」に改称）。親会社である関西電力の管轄地域に準じ、近畿地方の広範囲に順次対象エリアを拡大した。また、2005年11月1日にも奈良県北部を拠点とする近鉄ケーブルネットワーク（KCN）と業務提携を結び、「KCN eo光テレビ」の名称でサービスを開始した。
2012年10月1日付でケイ・キャットは当時のケイ・オプティコムに吸収合併され、「K-CAT eo光テレビ」と「KCN eo光テレビ」は「eo光テレビ」に統合されることになり、2016年3月31日までに完全移行となった。
また、兵庫県と福井県では公営のケーブルテレビ局が自主放送制作を除き撤退するのに合わせ、後継サービスとしてeo光テレビに移行させたケースがある。
なお、eo光テレビと同様にFTTHによる多チャンネル放送サービスを展開するJCOM（旧：ジュピターテレコム）は、長らくeo光テレビの対象エリアである近畿地方で競合するサービス（J:COM光）を提供していなかったが、2020年より提供を開始し、競合するようになった。

## 沿革
- 2003年（平成15年）11月21日 - 「K-CAT eo T.V.」（ケイ・キャット イオ ティーヴィー）を開始。当初の対象は大阪府寝屋川市と交野市で、ケイ・キャットが先に実施していたHFC方式での配信を行っている枚方市・八幡市・京阪東ローズタウンでは提供していなかった。その後、奈良県を除く近畿地方のほぼ全域に順次拡大した。
- 2005年（平成17年）
  - 7月1日 - サービス名称を、「K-CAT eo T.V.」から「K-CAT eo光テレビ」に変更。
  - 11月1日 - サービスの空白地域となっていた奈良県と大阪府四條畷市田原地区に向け、近鉄ケーブルネットワークが新たに参入して「KCN eo光テレビ」を開始。
- 2007年（平成19年）9月24日 - 10:30頃より、マスプロ電工製のSTB（DST-22）を使用している「K-CAT」の契約世帯（約15000台）でアナログ放送以外のチャンネルが視聴できなくなる障害が発生[2]。該当する世帯ではパナソニック製のSTB（TZ-DCH800）に順次交換し、2008年1月30日には交換が完了した[3]。
- 2008年（平成20年）
  - 8月1日 - 「KCN」のエリアでも「K-CAT」のサービス開始（「KCN」のサービスも並行して継続）。
  - この年、兵庫県多可郡多可町のケーブルテレビ局「たかテレビ」に、eo光テレビのサービスを導入。
- 2009年（平成21年）
  - 5月1日 - 「K-CAT」において、CSのハイビジョン放送を開始。当初は別料金のオプションチャンネルのうち5局のみだが、順次ベーシックコースのチャンネルを含め拡大する。
  - 5月18日 - 「K-CAT」において、BSデジタル放送のパススルー方式による配信を開始。
- 2012年（平成24年）
  - 5月31日 - 標準画質で放送していた全てのチャンネルのハイビジョン化が完了[4]。
  - 10月1日 - ケイ・キャットとケイ・オプティコムの合併（存続会社は後者）により「K-CAT eo光テレビ」の名称が「eo光テレビ」に統一される[5][6]（「KCN」も従来どおり継続）。従来型のHFC回線によるサービスについても「K-CATサービス」の名称で引き続き提供されたが、新規募集は前日の同年9月30日受付分を以て終了された。
- 2015年（平成27年） - 兵庫県加東市の「加東ケーブルビジョン」および養父市の「養父市ケーブルテレビジョン」に、eo光テレビのサービスを導入。
- 2016年（平成28年）
  - 3月31日 - HFC回線の施設老朽化に伴い、今後の事業継続が困難として、「K-CATサービス」「K-CAT ZAQインターネットサービス」を廃止、FTTH回線によるサービスに一本化[7]
  - 京都府福知山市からテレビ再送信およびインターネット接続サービスで構成された「e-ふくちやま事業」を譲受[8]。
- 2017年（平成29年）
  - 4月 - 兵庫県南あわじ市の「ケーブルネットワーク淡路」に、eo光テレビのサービスを導入。
  - 10月 - 福井県大飯郡高浜町の「高浜町ケーブルテレビ」に、eo光テレビのサービスを導入。

## サービスエリア

### 旧「K-CAT」の対象地域
※印の付いている自治体は旧「K-CAT」の2016年3月のサービス廃止までの間、HFCのケーブルテレビサービスを併用していた。
| 府県     | 市区町村 |
| -------- | --- |
| 大阪府   | 寝屋川市、交野市、枚方市※、大阪狭山市、大阪市（全区）、摂津市、茨木市、箕面市、堺市（全区） 河内長野市、高石市、豊中市、池田市、吹田市、泉大津市、高槻市、貝塚市 守口市、八尾市、泉佐野市、松原市、大東市、和泉市、柏原市、羽曳野市 門真市、藤井寺市、東大阪市、泉南市、四條畷市（田原地区を除く）、阪南市、富田林市、岸和田市・ 豊能郡、南河内郡、三島郡、泉南郡、泉北郡忠岡町（2007年7月 - ） |
| 兵庫県   | 丹波篠山市、淡路市、小野市、西脇市、豊岡市、たつの市（旧新宮町除く）、三木市、神戸市（全区）、尼崎市 伊丹市、西宮市、芦屋市、相生市、赤穂市、宝塚市、川西市、三田市、加西市 明石市、加古川市、高砂市、姫路市（旧姫路市、旧香寺町、旧安富町）、丹波市、加東市、養父市、南あわじ市 多可郡多可町、川辺郡、神崎郡（福崎町）、加古郡、美方郡、揖保郡太子町                                           |
| 京都府   | 京都市、長岡京市、向日市、八幡市※、宇治市、城陽市 京田辺市、木津川市、亀岡市、福知山市（旧天田郡除く）、綾部市、舞鶴市 相楽郡精華町、綴喜郡井手町、乙訓郡大山崎町、久世郡久御山町 |
| 滋賀県   | 大津市、草津市、栗東市、守山市、野洲市、近江八幡市、東近江市、彦根市 米原市（旧米原町、旧近江町エリアのみ）、長浜市（旧余呉町・旧西浅井町を除く） 高島市（旧朽木村・旧今津町杉山を除く）、湖南市、甲賀市 蒲生郡（竜王町・日野町）、愛知郡（愛荘町）、犬上郡（豊郷町・多賀町・甲良町） |
| 和歌山県 | 橋本市、有田市、紀の川市、岩出市、和歌山市、海南市、御坊市、田辺市 伊都郡（かつらぎ町）、有田郡（湯浅町、有田川町） 日高郡（日高町、印南町）、西牟婁郡（上富田町） |
| 福井県   | 大飯郡高浜町 |

### 旧「K-CAT」・「KCN」双方の対象地域
「KCN」のサービスエリアでは2008年8月1日から「K-CAT」との提携を開始したが、従来通り「KCN」のサービスも継続している。ただし「KCN」から「eo光テレビ（旧：K-CAT）」へ契約を変更する場合は、回線の撤去作業などが必要となる。
| 府県   | 市区町村 |
| ------ | --- |
| 大阪府 | 四條畷市田原地区 |
| 奈良県 | 奈良市、大和高田市、大和郡山市、天理市、橿原市 桜井市、五條市、御所市、生駒市、香芝市、葛城市 生駒郡（平群町、三郷町、斑鳩町、安堵町）、磯城郡（川西町、三宅町、田原本町） 高市郡（高取町、明日香村）、北葛城郡（上牧町、王寺町、広陵町、河合町） |

## チャンネル一覧
地上波とBS放送はパススルー方式で配信されている（集合住宅では、BS放送はeo光のメゾンタイプを導入している物件のみ対象で、マンションタイプの物件は対象外）。
地上波の独立局は原則として放送対象地域の府県内のみで配信されているが、府県外でも府県境付近の地域などで視聴できる場合がある。
かつてのアナログ放送については、UHFのチャンネルはVHFに変換されていた。地上デジタル放送への完全移行が完了した2011年7月24日12時から2015年3月1日にかけては、移行措置としてデジアナ変換が行われていた。
福井県大飯郡高浜町における再送信局は、高浜町ケーブルテレビを参照。

### 地上波系列別再送信局
| エリア   | NHK-G           | NHK-E   | NNN / NNS  | ANN            | JNN      | TXN                     | FNN / FNS  | JAITS                                                                    |
| -------- | --------------- | ------- | ---------- | -------------- | -------- | ----------------------- | ---------- | ------------------------------------------------------------------------ |
| 大阪府   | NHK大阪         | NHK大阪 | 読売テレビ | 朝日放送テレビ | 毎日放送 | テレビ大阪              | 関西テレビ | サンテレビ KBS京都 （一部のみ） 奈良テレビ （KCN・四条畷市田原地区のみ） |
| 兵庫県   | NHK神戸         | NHK大阪 | 読売テレビ | 朝日放送テレビ | 毎日放送 | テレビ大阪 （一部のみ） | 関西テレビ | サンテレビ                                                               |
| 京都府   | NHK京都         | NHK大阪 | 読売テレビ | 朝日放送テレビ | 毎日放送 | テレビ大阪 （一部のみ） | 関西テレビ | KBS京都 サンテレビ （一部のみ）                                          |
| 奈良県   | NHK奈良 NHK大阪 | NHK大阪 | 読売テレビ | 朝日放送テレビ | 毎日放送 | テレビ大阪 （一部のみ） | 関西テレビ | 奈良テレビ KBS京都                                                       |
| 滋賀県   | NHK大津         | NHK大阪 | 読売テレビ | 朝日放送テレビ | 毎日放送 |                         | 関西テレビ | びわ湖放送 KBS京都 （一部のみ）                                          |
| 和歌山県 | NHK和歌山       | NHK大阪 | 読売テレビ | 朝日放送テレビ | 毎日放送 | テレビ和歌山            | 関西テレビ |                                                                          |
| 福井県   | NHK福井         | NHK福井 | 福井放送   | 朝日放送テレビ | 毎日放送 | 福井テレビ              | KBS京都    |                                                                          |

### アナログ放送
| 番号 | K-CAT            | K-CAT                                           | K-CAT                                           | K-CAT               | K-CAT            | K-CAT            | KCN              | KCN              |
| 番号 | 大阪府           | 兵庫県                                          | 京都府                                          | 奈良県              | 滋賀県           | 和歌山県         | 大阪府           | 奈良県           |
| ---- | ---------------- | ----------------------------------------------- | ----------------------------------------------- | ------------------- | ---------------- | ---------------- | ---------------- | ---------------- |
| 2    | NHK総合 大阪局   | NHK総合 神戸局                                  | NHK総合 京都局                                  | NHK総合 奈良局      | NHK総合 大津局   | NHK総合 和歌山局 | NHK総合 大阪局   |                  |
| 3    | サンテレビ       | サンテレビ                                      |                                                 | 奈良テレビ          |                  |                  |                  | NHK総合 奈良局   |
| 4    | MBS毎日放送      | MBS毎日放送                                     | MBS毎日放送                                     | MBS毎日放送         | MBS毎日放送      | MBS毎日放送      | MBS毎日放送      | MBS毎日放送      |
| 5    | KBS京都          | サンテレビ （尼崎市）                           | KBS京都                                         | KBS京都             | びわ湖放送       | テレビ和歌山     | KBS京都          | KBS京都          |
| 6    | 朝日放送テレビ   | 朝日放送テレビ                                  | 朝日放送テレビ                                  | 朝日放送テレビ      | 朝日放送テレビ   | 朝日放送テレビ   | 朝日放送テレビ   | 朝日放送テレビ   |
| 8    | 関西テレビ       | 関西テレビ                                      | 関西テレビ                                      | 関西テレビ          | 関西テレビ       | 関西テレビ       | 関西テレビ       | 関西テレビ       |
| 9    | テレビ大阪       | テレビ大阪 （一部）                             | テレビ大阪 （一部）                             | テレビ大阪 （一部） |                  |                  | 奈良テレビ       | 奈良テレビ       |
| 10   | 読売テレビ       | 読売テレビ                                      | 読売テレビ                                      | 読売テレビ          | 読売テレビ       | 読売テレビ       | 読売テレビ       | 読売テレビ       |
| 11   |                  | K-CAT eo光チャンネル （コミュニティチャンネル） | K-CAT eo光チャンネル （コミュニティチャンネル） |                     |                  |                  | サンテレビ       | サンテレビ       |
| 12   | NHK Eテレ 大阪局 | NHK Eテレ 大阪局                                | NHK Eテレ 大阪局                                | NHK Eテレ 大阪局    | NHK Eテレ 大阪局 | NHK Eテレ 大阪局 | NHK Eテレ 大阪局 | NHK Eテレ 大阪局 |
| 22   |                  |                                                 |                                                 |                     |                  |                  | テレビ大阪       | テレビ大阪       |

### 地上デジタル放送
| ID   | 番号 | 旧K-CAT                                         | 旧K-CAT                                         | 旧K-CAT                                         | 旧K-CAT                                         | 旧K-CAT                                         | 旧K-CAT                                         | 旧K-CAT                                         | 旧KCN                                           | 旧KCN             |
| ID   | 番号 | 大阪府                                          | 兵庫県                                          | 京都府                                          | 滋賀県                                          | 奈良県                                          | 和歌山県                                        | 福井県                                          | 奈良県                                          | 四條畷市 田原地区 |
| ---- | ---- | ----------------------------------------------- | ----------------------------------------------- | ----------------------------------------------- | ----------------------------------------------- | ----------------------------------------------- | ----------------------------------------------- | ----------------------------------------------- | ----------------------------------------------- | ----------------- |
| 1    | D011 | NHK総合・大阪                                   | NHK総合・神戸                                   | NHK総合・京都                                   | NHK総合・大津                                   | NHK総合・奈良                                   | NHK総合・和歌山                                 | NHK総合・福井                                   | NHK総合・奈良                                   | NHK総合・大阪     |
| 2    | D021 | NHK Eテレ・大阪                                 | NHK Eテレ・大阪                                 | NHK Eテレ・大阪                                 | NHK Eテレ・大阪                                 | NHK Eテレ・大阪                                 | NHK Eテレ・大阪                                 | NHK Eテレ・福井                                 | NHK Eテレ・大阪                                 | NHK Eテレ・大阪   |
| 3    | D031 | サンテレビ                                      | サンテレビ                                      | サンテレビ （一部）                             | びわ湖放送                                      | NHK総合・大阪                                   |                                                 |                                                 | NHK総合・大阪                                   | NHK総合・奈良     |
| 4    | D041 | MBS毎日放送                                     | MBS毎日放送                                     | MBS毎日放送                                     | MBS毎日放送                                     | MBS毎日放送                                     | MBS毎日放送                                     | MBS毎日放送                                     | MBS毎日放送                                     | MBS毎日放送       |
| 5    | D051 | KBS京都 （一部）                                |                                                 | KBS京都                                         | KBS京都 （一部）                                | KBS京都                                         | テレビ和歌山                                    | KBS京都                                         | KBS京都                                         | KBS京都           |
| 6    | D061 | 朝日放送テレビ                                  | 朝日放送テレビ                                  | 朝日放送テレビ                                  | 朝日放送テレビ                                  | 朝日放送テレビ                                  | 朝日放送テレビ                                  | 朝日放送テレビ                                  | 朝日放送テレビ                                  | 朝日放送テレビ    |
| 7    | D071 | テレビ大阪                                      | テレビ大阪 （一部）                             | テレビ大阪 （一部）                             |                                                 | テレビ大阪 （一部）                             |                                                 | 福井放送                                        | テレビ大阪                                      | テレビ大阪        |
| 8    | D081 | 関西テレビ                                      | 関西テレビ                                      | 関西テレビ                                      | 関西テレビ                                      | 関西テレビ                                      | 関西テレビ                                      | 福井テレビ                                      | 関西テレビ                                      | 関西テレビ        |
| 9    | D091 | 奈良テレビ （一部）                             |                                                 |                                                 |                                                 | 奈良テレビ                                      |                                                 |                                                 | 奈良テレビ                                      | 奈良テレビ        |
| 10   | D101 | 読売テレビ                                      | 読売テレビ                                      | 読売テレビ                                      | 読売テレビ                                      | 読売テレビ                                      | 読売テレビ                                      | 読売テレビ                                      | 読売テレビ                                      |                   |
| 11   | D111 | K-CAT eo光チャンネル （コミュニティチャンネル） | K-CAT eo光チャンネル （コミュニティチャンネル） | K-CAT eo光チャンネル （コミュニティチャンネル） | K-CAT eo光チャンネル （コミュニティチャンネル） | K-CAT eo光チャンネル （コミュニティチャンネル） | K-CAT eo光チャンネル （コミュニティチャンネル） | ファミリーチャンネル （コミュニティチャンネル） | ファミリーチャンネル （コミュニティチャンネル） |                   |
| なし | D112 | K-CAT eo光チャンネル （サブチャンネル）         | K-CAT eo光チャンネル （サブチャンネル）         | K-CAT eo光チャンネル （サブチャンネル）         | K-CAT eo光チャンネル （サブチャンネル）         | K-CAT eo光チャンネル （サブチャンネル）         | K-CAT eo光チャンネル （サブチャンネル）         |                                                 |                                                 |                   |
| 12   | D121 |                                                 |                                                 |                                                 |                                                 |                                                 |                                                 | K-CAT eo光チャンネル （コミュニティチャンネル） |                                                 |                   |

### BS・CSデジタル放送
チャンネルのジャンルはeo光テレビ公式サイトの分類に準拠する。
2025年6月現在のコースの種類は以下の通り（アルファベットは下表における凡例）。2016年7月1日に再編された内容がベースとなっている。先に挙げたコースほど、視聴できるチャンネル数が多くなる。
- P - スマートプレミアム / CSプレミアム[10]
- B - スマートベーシック / CSベーシック[10]
- C - スマートコンパクト
- T - 地デジ・BSコース（旧・ライト）[注 21]

集合住宅でeo光のマンションタイプを導入している物件は、スマートプレミアム・スマートベーシック・スマートコンパクトのみ契約可能である。
CS放送を視聴するには、原則としてeo光テレビ側から貸し出されるチューナー（STB）を介する必要があるが、2025年4月より提供を開始したCSプレミアム・CSベーシックに限り、テレビ等の受信機に直接アンテナ線を接続して視聴できる。両コースはスカパー!の放送信号をそのまま使用しており、チャンネル番号は従来の他のコースと異なり、スカパー!と同じものとなっている（スカパー!でBSにて放送されているチャンネルも、CSではなくBSとなる）。
下表では、コースごとに視聴できるチャンネルを「●」で示している。「○」のチャンネルは、CSプレミアム・CSベーシックの両コースでの視聴時のみ標準（SD）画質となる（スカパー!でもSD放送のため）。「★」のチャンネルはオプション扱いで、別途追加で視聴契約が必要となる。2012年5月31日までに、一部の例外を除いて全チャンネルがハイビジョン（HD）に移行した。
近鉄ケーブルネットワーク（旧「KCN」）の契約世帯で視聴できるチャンネルについては、同記事を参照。

#### 現在
| ジャンル                      | Ch番号    | Ch番号    | チャンネル名                                      | 視聴できるコース | 視聴できるコース | 視聴できるコース | 視聴できるコース | SD放送終了     | HD放送開始         | 備考                |
| ジャンル                      | スマート  | CS        | チャンネル名                                      | P                | B                | C                | T                | SD放送終了     | HD放送開始         | 備考                |
| ----------------------------- | --------- | --------- | ------------------------------------------------- | ---------------- | ---------------- | ---------------- | ---------------- | -------------- | ------------------ | ------------------- |
| BSデジタル                    | BS101-102 | BS101-102 | NHK BS                                            | ●                | ●                | ●                | ●                |                | 2023年12月1日      |                     |
| BSデジタル                    | BS141-143 | BS141-143 | BS日テレ                                          | ●                | ●                | ●                | ●                |                | サービス開始時より |                     |
| BSデジタル                    | BS151-153 | BS151-153 | BS朝日                                            | ●                | ●                | ●                | ●                |                | サービス開始時より |                     |
| BSデジタル                    | BS161-163 | BS161-163 | BS-TBS                                            | ●                | ●                | ●                | ●                |                | サービス開始時より |                     |
| BSデジタル                    | BS171-173 | BS171-173 | BSテレ東                                          | ●                | ●                | ●                | ●                |                | サービス開始時より |                     |
| BSデジタル                    | BS181-183 | BS181-183 | BSフジ                                            | ●                | ●                | ●                | ●                |                | サービス開始時より |                     |
| BSデジタル                    | BS191     | BS191     | WOWOW プライム                                    | ★                | ★                | ★                | ★                |                | サービス開始時より |                     |
| BSデジタル                    | BS192     | BS192     | WOWOW ライブ                                      | ★                | ★                | ★                | ★                |                | サービス開始時より |                     |
| BSデジタル                    | BS193     | BS193     | WOWOW シネマ                                      | ★                | ★                | ★                | ★                |                | サービス開始時より |                     |
| BSデジタル                    | BS200     | BS200     | BS10（ビーエステン）                              | ●                | ●                | ●                | ●                |                | 2022年3月27日      |                     |
| BSデジタル                    | BS201     | BS201     | BS10スターチャンネル                              | ★                | ★                | ★                | ★                |                | 2007年12月         | [ 注 23 ]           |
| BSデジタル                    | BS211     | BS211     | BS11 イレブン                                     | ●                | ●                | ●                | ●                |                | 2007年12月         |                     |
| BSデジタル                    | BS222     | BS222     | BS12 トゥエルビ                                   | ●                | ●                | ●                | ●                |                | 2007年12月         |                     |
| BSデジタル                    | BS231-232 | BS231-232 | 放送大学テレビ                                    | ●                | ●                | ●                | ●                |                | 2012年3月17日      | [ 注 24 ] [ 注 25 ] |
| BSデジタル                    | BS260     | BS260     | J:COM BS                                          | ●                | ●                | ●                | ●                |                | 2022年3月26日      |                     |
| BSデジタル                    | BS265     | BS265     | BSよしもと                                        | ●                | ●                | ●                | ●                |                | 2022年3月21日      |                     |
| BS4K                          | BS4K101   | BS4K101   | NHK BSプレミアム4K                                | ●                | ●                | ●                | ●                |                | 2023年12月1日      |                     |
| BS4K                          | BS4K141   | BS4K141   | BS日テレ 4K                                       | ●                | ●                | ●                | ●                |                | 2019年9月1日       |                     |
| BS4K                          | BS4K151   | BS4K151   | BS朝日 4K                                         | ●                | ●                | ●                | ●                |                | 2018年12月1日      |                     |
| BS4K                          | BS4K161   | BS4K161   | BS-TBS 4K                                         | ●                | ●                | ●                | ●                |                | 2018年12月1日      |                     |
| BS4K                          | BS4K171   | BS4K171   | BSテレ東 4K                                       | ●                | ●                | ●                | ●                |                | 2018年12月1日      |                     |
| BS4K                          | BS4K181   | BS4K181   | BSフジ 4K                                         | ●                | ●                | ●                | ●                |                | 2018年12月1日      |                     |
| BS4K                          | BS4K211   | BS4K211   | ショップチャンネル 4K                             | ●                | ●                | ●                | ●                |                | 2018年12月1日      |                     |
| BS4K                          | BS4K221   | BS4K221   | 4K QVC                                            | ●                | ●                | ●                | ●                |                | 2018年12月1日      |                     |
| BS8K                          | BS8K102   | BS8K102   | NHK BS8K                                          | ●                | ●                | ●                | ●                |                | 2018年12月1日      |                     |
| 映画・ドラマ                  | C832      | CS240     | ムービープラス                                    | ●                | ●                | -                | -                | 2012年5月31日  | 2010年3月          |                     |
| 映画・ドラマ                  | C834      | BS255     | 日本映画専門チャンネル                            | ●                | ●                | -                | -                | 2012年5月31日  | 2009年10月         |                     |
| 映画・ドラマ                  | C830      | BS252     | WOWOWプラス 映画・ドラマ・スポーツ・音楽          | ●                | ●                | -                | -                | 2012年5月31日  | 2009年5月          |                     |
| 映画・ドラマ                  | C831      | CS227     | ザ・シネマ                                        | ●                | -                | -                | -                | 2012年5月31日  | 2009年5月          |                     |
| 映画・ドラマ                  | C863      | -         | V☆パラダイス                                      | ●                | -                | -                | -                | 2012年10月31日 | 2012年10月4日      | [ 注 26 ]           |
| 映画・ドラマ                  | C833      | CS223     | 映画・チャンネルNECO                              | ●                | -                | -                | -                | 2012年5月31日  | 2009年10月         |                     |
| 映画・ドラマ                  | C860      | CS293     | ファミリー劇場                                    | ●                | ●                | -                | -                | 2012年5月31日  | 2009年10月         |                     |
| 映画・ドラマ                  | C851      | CS312     | Dlife                                             | ●                | ●                | -                | -                | 2012年5月31日  | 2009年5月          |                     |
| 映画・ドラマ                  | C853      | CS311     | アクションチャンネル                              | ○                | ○                | -                | -                | 2012年5月31日  | 2009年10月         |                     |
| 映画・ドラマ                  | C862      | CS292     | 時代劇専門チャンネル                              | ●                | ●                | -                | -                | 2012年5月31日  | 2009年10月         |                     |
| 映画・ドラマ                  | C850      | CS314     | 女性チャンネル♪LaLa TV                            | ●                | ●                | -                | -                | 2012年5月31日  | 2010年3月          |                     |
| 映画・ドラマ                  | C849      | CS310     | スーパー!ドラマTV #海外ドラマ☆エンタメ            | ●                | ●                | -                | -                | 2012年5月31日  | 2009年5月          |                     |
| 映画・ドラマ                  | C854      | CS316     | ミステリーチャンネル                              | ○                | -                | -                | -                | 2012年5月31日  | 2009年10月         |                     |
| 映画・ドラマ                  | C857      | CS317     | KBS World                                         | ●                | -                | -                | -                | 2012年5月31日  | 2009年10月         |                     |
| 映画・ドラマ                  | C861      | CS294     | ホームドラマチャンネル 韓流・時代劇・国内ドラマ   | ○                | -                | -                | -                | 2012年5月31日  | 2009年10月         |                     |
| 映画・ドラマ                  | C855      | -         | アジアドラマチックTV（アジドラ）                  | ●                | -                | -                | -                |                | 2009年5月          | [ 注 26 ]           |
| 映画・ドラマ                  | C628      | CS219     | 衛星劇場                                          | ★                | ★                | ★                | -                |                | 2009年5月          |                     |
| 映画・ドラマ                  | C836      | CS305     | チャンネル銀河 歴史ドラマ・サスペンス・日本のうた | ●                | ●                | -                | -                |                | 2021年2月1日       |                     |
| 映画・ドラマ                  | C708      | CS218     | 東映チャンネル                                    | ●                | -                | -                | -                |                | 2012年10月2日      |                     |
| 映画・ドラマ                  | C709      | -         | エキサイティング・グランプリ                      | ★                | ★                | ★                | -                |                |                    |                     |
| キッズ・アニメ                | C870      | BS236     | アニマックス                                      | ●                | ●                | -                | -                | 2012年5月31日  | 2009年10月         |                     |
| キッズ・アニメ                | C869      | CS330     | キッズステーション テレビアニメ・劇場版・OVA      | ●                | ●                | -                | -                | 2012年5月31日  | 2009年10月         |                     |
| キッズ・アニメ                | C868      | CS331     | カートゥーン ネットワーク 海外アニメ国内アニメ    | ○                | ○                | -                | -                | 2012年5月31日  | 2009年10月         |                     |
| キッズ・アニメ                | C729      | CS333     | アニメシアターX（AT-X）                           | ★                | ★                | ★                | -                | 2012年10月31日 | 2012年10月2日      |                     |
| キッズ・アニメ                | C872      | CS339     | ディズニージュニア                                | ●                | ●                | -                | -                |                | 2014年6月1日       |                     |
| スポーツ                      | C802      | CS254     | GAORA SPORTS                                      | ●                | ●                | -                | -                | 2012年5月31日  | 2009年5月          |                     |
| スポーツ                      | C803      | BS242     | J SPORTS 1                                        | ●                | ●                | -                | -                | 2012年5月31日  | 2010年3月          |                     |
| スポーツ                      | C804      | BS243     | J SPORTS 2                                        | ●                | ●                | -                | -                | 2012年5月31日  | 2010年3月          |                     |
| スポーツ                      | C805      | BS244     | J SPORTS 3                                        | ●                | ●                | -                | -                | 2012年5月31日  | 2009年10月         |                     |
| スポーツ                      | C807      | CS250     | スカイA                                           | ●                | ●                | -                | -                | 2012年5月31日  | 2009年5月          |                     |
| スポーツ                      | C808      | CS257     | 日テレジータス                                    | ●                | ●                | -                | -                | 2012年5月31日  | 2010年3月          |                     |
| スポーツ                      | C809      | CS262     | ゴルフネットワーク                                | ●                | ●                | -                | -                | 2012年5月31日  | 2012年5月9日       |                     |
| スポーツ                      | C282      | -         | 刺激ストロングチャンネル                          | ★                | ★                | ★                | -                |                |                    |                     |
| スポーツ                      | C301      | -         | FIGHTING TV サムライ                              | ★                | ★                | ★                | -                |                | 2012年10月2日      |                     |
| スポーツ                      | C605      | BS245     | J SPORTS 4                                        | ★                | ★                | ★                | -                | 2009年5月      | 2009年5月          |                     |
| スポーツ                      | C811      | CS800     | スポーツライブ+                                   | ●                | -                | -                | -                |                | 2020年3月1日       |                     |
| 音楽                          | C840      | CS323     | MTV                                               | ●                | -                | -                | -                | 2012年5月31日  | 2009年10月         |                     |
| 音楽                          | C841      | CS325     | MUSIC ON! TV（エムオン!）                         | ●                | ●                | -                | -                | 2012年5月31日  | 2009年10月         |                     |
| 音楽                          | C838      | CS322     | 音楽・ライブ!スペースシャワーTV                   | ●                | ●                | -                | -                | 2012年5月31日  | 2009年10月         |                     |
| 音楽                          | C842      | CS321     | 100%ヒッツ!スペースシャワーTV プラス              | ○                | -                | -                | -                | 2012年5月31日  | 2009年10月         |                     |
| 音楽                          | C843      | CS329     | 歌謡ポップスチャンネル                            | ○                | -                | -                | -                | 2012年5月31日  | 2012年5月9日       |                     |
| 音楽                          | C844      | -         | ミュージック・ジャパンTV                          | ●                | -                | -                | -                |                | 2012年10月2日      | [ 注 29 ] [ 注 26 ] |
| 音楽                          | C845      | CS324     | ミュージック・エア                                | ○                | -                | -                | -                |                | 2012年10月2日      | [ 注 29 ]           |
| エンターテイメント            | C821      | BS256     | ディズニー・チャンネル                            | ●                | ●                | -                | -                | 2012年5月31日  | 2012年5月9日       |                     |
| エンターテイメント            | C816      | CS296     | TBSチャンネル1 最新ドラマ・音楽・映画             | ●                | -                | -                | -                | 2012年5月31日  | 2009年5月          |                     |
| エンターテイメント            | C820      | CS297     | TBSチャンネル2 名作ドラマ・スポーツ・アニメ       | ●                | ●                | -                | -                |                | 2014年4月1日       |                     |
| エンターテイメント            | C859      | CS295     | MONDO TV                                          | ●                | -                | -                | -                | 2012年5月31日  | 2012年5月9日       |                     |
| エンターテイメント            | C819      | CS300     | 日テレプラス ドラマ・アニメ・音楽ライブ           | ●                | -                | -                | -                | 2012年5月31日  | 2012年5月9日       |                     |
| エンターテイメント            | C817      | CS298     | テレ朝チャンネル1                                 | ●                | -                | -                | -                | 2009年5月      |                    |                     |
| エンターテイメント            | C882      | C299      | テレ朝チャンネル2                                 | ●                | -                | -                | -                |                | 2012年10月4日      |                     |
| エンターテイメント            | C290      | CS290     | タカラヅカ・ スカイ・ステージ                     | ★                | ★                | ★                | -                |                |                    |                     |
| エンターテイメント            | C814      | CS307     | フジテレビONE スポーツ・バラエティ                | ●                | -                | -                | -                | 2012年5月31日  | 2009年5月          |                     |
| エンターテイメント            | C815      | CS308     | フジテレビTWO ドラマ・アニメ                      | ●                | -                | -                | -                | 2012年5月31日  | 2009年5月          |                     |
| エンターテイメント            | C613      | CS309     | フジテレビNEXT ライブ・プレミアム                 | ★                | ★                | ★                | -                |                | 2009年5月          |                     |
| エンターテイメント            | C858      | CS301     | エンタメ～テレ☆シネドラバラエティ                 | ●                | -                | -                | -                |                | 2012年10月2日      | [ 注 29 ]           |
| ドキュメンタリー              | C873      | CS340     | ディスカバリーチャンネル                          | ○                | ○                | -                | -                | 2012年5月31日  | 2010年3月          |                     |
| ドキュメンタリー              | C874      | CS342     | ヒストリーチャンネル 日本・世界の歴史＆エンタメ   | ●                | -                | -                | -                | 2012年5月31日  | 2009年5月          |                     |
| ドキュメンタリー              | C875      | CS343     | ナショナル ジオグラフィック                       | ●                | -                | -                | -                | 2012年5月31日  | 2009年5月          |                     |
| ドキュメンタリー              | C877      | CS341     | アニマルプラネット                                | ○                | -                | -                | -                | 2012年5月31日  | 2012年10月4日      |                     |
| ニュース                      | C651      | -         | CNN U.S.                                          | ★                | ★                | ★                | -                |                | 2012年10月2日      |                     |
| ニュース                      | C881      | -         | 日経CNBC                                          | ●                | -                | -                | -                | 2012年5月31日  | 2009年10月         | [ 注 26 ]           |
| ニュース                      | C880      | CS351     | TBS NEWS                                          | ●                | ●                | -                | -                | 2012年5月31日  | 2009年10月         |                     |
| ニュース                      | C883      | CS354     | CNNj                                              | ○                | -                | -                | -                |                | 2012年10月4日      |                     |
| ニュース                      | C884      | CS353     | BBCニュース                                       | ○                | -                | -                | -                | 2016年7月1日   |                    |                     |
| 趣味・教育                    | C891      | -         | 旅チャンネル                                      | ●                | -                | -                | -                | 2016年7月1日   |                    | [ 注 32 ] [ 注 26 ] |
| 趣味・教育                    | C892      | BS251     | 釣りビジョン                                      | ●                | -                | -                | -                | 2012年5月31日  | 2009年5月          |                     |
| 趣味・教育                    | C893      | CS363     | 囲碁・将棋チャンネル                              | ○                | ○                | -                | -                |                | 2012年10月4日      |                     |
| 趣味・教育                    | C894      | -         | 寄席チャンネル                                    | ●                | -                | -                | -                |                | 2021年2月1日       | [ 注 26 ]           |
| 趣味・教育                    | C759      | -         | パチンコ★パチスロTV!                              | ★                | ★                | ★                | -                |                | 2012年10月2日      |                     |
| ショッピング                  | C825      | CS055     | ショップチャンネル                                | ●                | ●                | ●                | -                |                | 2012年10月4日      |                     |
| ショッピング                  | C826      | CS161     | QVC（キューヴィーシー）                           | ●                | ●                | ●                | -                | 2012年5月31日  | 2012年5月9日       |                     |
| ショッピング                  | C828      | -         | ジュエリー☆GSTV                                   | ●                | ●                | ●                | -                |                | 2012年10月4日      |                     |
| 外国語放送                    | C331      | CS801     | KNTV                                              | ★                | ★                | ★                | -                |                | 2012年10月2日      |                     |
| 外国語放送                    | C783      | -         | 中国テレビ★大富チャンネル                         | ★                | ★                | ★                | -                |                |                    |                     |
| 外国語放送                    | C792      | CS318     | Mnet                                              | ★                | ★                | ★                | -                |                | 2012年10月2日      | [ 注 35 ]           |
| 公営競技                      | C693      | CS688     | グリーンチャンネル                                | ★                | ★                | ★                | -                | 2009年10月     | 2009年10月         |                     |
| 公営競技                      | C694      | CS689     | グリーンチャンネル2                               | ★                | ★                | ★                | -                | 2009年10月     | 2009年10月         |                     |
| 公営競技                      | C390      | -         | SPEEDチャンネル                                   | ★                | ★                | ★                | -                |                | 2012年10月2日      |                     |
| アダルト （20歳未満視聴不可） | C900      | -         | プレイボーイチャンネル                            | ★                | ★                | ★                | -                |                | 2012年10月2日      |                     |
| アダルト （20歳未満視聴不可） | C904      | -         | レッドチェリー                                    | ★                | ★                | ★                | -                |                |                    |                     |
| アダルト （20歳未満視聴不可） | C914      | -         | ピンクチェリー                                    | ★                | ★                | ★                | -                |                |                    |                     |
| アダルト （20歳未満視聴不可） | C915      | -         | イエローチェリー                                  | ★                | ★                | ★                | -                |                |                    |                     |
| アダルト （20歳未満視聴不可） | C905      | -         | チェリーボム                                      | ★                | ★                | ★                | -                |                | 2012年10月2日      |                     |
| アダルト （20歳未満視聴不可） | C901      | -         | レインボーチャンネル                              | ★                | ★                | ★                | -                |                | 2012年10月2日      |                     |
| アダルト （20歳未満視聴不可） | C902      | -         | ミッドナイト・ブルー                              | ★                | ★                | ★                | -                |                | 2012年10月2日      |                     |
| アダルト （20歳未満視聴不可） | C913      | -         | パラダイステレビ                                  | ★                | ★                | ★                | -                |                | 2012年10月2日      |                     |
| アダルト （20歳未満視聴不可） | C916      | -         | ダイナマイトTV                                    | ★                | ★                | ★                | -                |                |                    |                     |
| アダルト （20歳未満視聴不可） | C917      | -         | AV王                                              | ★                | ★                | ★                | -                |                |                    |                     |

#### 過去
ここではチャンネルそのものが廃局となったか、スカパー!や他のケーブルテレビ媒体では引き続き放送されていても、eo光テレビの都合により配信を終了したか、BS・CS間でチャンネル番号が変更される関係で終了となったチャンネルを対象とする。
チャンネル番号に「J」を冠したチャンネルは、JC-HITSによるPPVサービス「エラボ」により提供されていた（チャンネル700を除く）。2011年3月31日をもって全チャンネル共に配信を終了している。
| Ch番号     | チャンネル名                                | 備考                                 |
| ---------- | ------------------------------------------- | ------------------------------------ |
| BS101      | NHK BS1（旧）                               | [ 注 36 ] [ 注 37 ] [ 注 38 ] [ 11 ] |
| BS102      | NHK BS2                                     | [ 注 36 ] [ 注 37 ] [ 注 38 ] [ 11 ] |
| BS103-104  | NHK BShi                                    | [ 注 36 ] [ 注 39 ]                  |
| BS103-104  | NHK BSプレミアム                            | [ 注 40 ]                            |
| BS238 C810 | FOX bs238→FOXスポーツ&エンターテイメント    | [ 注 25 ] [ 注 41 ]                  |
| BS258      | Dlife                                       | 旧BSチャンネル                       |
| BS531      | 放送大学BSラジオ                            | [ 注 42 ]                            |
| BS910      | ウェザーニュース                            | [ 注 43 ]                            |
| BS4K101    | NHKBS4K                                     | [ 注 44 ]                            |
| C205       | 放送大学テレビ                              | [ 注 45 ]                            |
| C218       | ビクトリーチャンネル                        | [ 注 46 ]                            |
| C241       | ハッピー241                                 | [ 注 47 ]                            |
| C248       | ベネッセチャンネル                          | [ 注 48 ]                            |
| C262       | DHCシアター カルチャー&エンターテインメント | [ 注 49 ]                            |
| C267       | 第一興商スターカラオケ                      | [ 注 50 ]                            |
| C268       | エコミュージックTV                          | [ 注 50 ]                            |
| C275       | EXエンタテイメント                          | [ 注 51 ]                            |
| C286       | ザ・ゴルフ・チャンネル                      | [ 注 50 ]                            |
| C316       | スター・チャンネル プラス                   | [ 注 23 ]                            |
| C317       | スター・チャンネル クラシック               | [ 注 23 ]                            |
| C325       | 歌舞伎チャンネル                            | [ 注 52 ]                            |
| C343       | Baby TV                                     | [ 注 53 ]                            |
| C726       | 関西テレビ☆京都チャンネル                   | [ 注 54 ]                            |
| C852       | FOXクラシック 名作ドラマ                    | [ 注 55 ]                            |
| C856       | ユニバーサル チャンネル                     | [ 注 56 ]                            |
| C822       | 食と旅のフーディーズTV                      | [ 注 57 ] [ 注 58 ]                  |
| C894       | アクトオンTV◆大人の趣味とライフスタイル     | [ 注 59 ]                            |
| J150       | パワープラッツ                              | [ 注 60 ]                            |
| J162 J171  | スカチャン162、171                          | [ 注 61 ]                            |
| J176       | スカチャン176                               |                                      |
| J700       | チャンネル700                               |                                      |
| J950       | プレイボーイチャンネル                      |                                      |
| J951       | レインボーチャンネル                        |                                      |
| J952       | ミッドナイト・ブルー                        |                                      |
| J953       | パラダイステレビ                            |                                      |
| J954       | ピンクチェリー                              |                                      |
| J959       | パワープラッツ・ナイト                      | [ 注 60 ]                            |
| J960       | パーフェクトチョイス110                     |                                      |

### FMラジオ
2007年7月よりサービス開始。受信に際してはFMラジオの外部アンテナ入力端子にアンテナ線を接続する必要がある。
AM放送はFM補完放送を含めNHK、民放とも再送信されていない（福井県高浜町を除く）。

#### 現在
近畿地方
| 周波数（MHz） | 周波数（MHz）             | 周波数（MHz）             | 放送局       |
| 旧K-CAT       | 旧KCN                     | 本来                      | 放送局       |
| ------------- | ------------------------- | ------------------------- | ------------ |
| 78.2          | 83.1                      | 76.5                      | FM COCOLO    |
| 78.6          | 78.2                      | 80.2                      | FM802        |
| 79.0          | 81.1                      | 85.1                      | FM大阪       |
| 79.4          | 79.6                      | 89.4                      | α-Station    |
| 81.0          | 82.1                      | 89.9                      | Kiss-FM KOBE |
| 81.8          | 84.1（大阪） 80.4（奈良） | 88.1（大阪） 87.4（奈良） | NHK-FM放送   |
| 82.2（滋賀）  |                           | 77.0                      | e-Radio      |
|               | 78.9                      | 78.4                      | ならどっとFM |

福井県大飯郡高浜町
| 周波数（MHz） | 周波数（MHz） | 放送局                   |
| eo光テレビ    | 本来          | 放送局                   |
| ------------- | ------------- | ------------------------ |
| 76.1          | 76.1          | FM福井                   |
| 79.4          | 89.4          | α-Station                |
| 83.4          | 83.4          | NHK-FM放送               |
| 86.4          | 94.6          | FBCラジオ （FM補完放送） |

#### 過去
| 周波数（MHz） | 周波数（MHz）               | 周波数（MHz）          | 放送局         | 備考      |
| 旧K-CAT       | 旧KCN                       | 本来                   | 放送局         | 備考      |
| ------------- | --------------------------- | ---------------------- | -------------- | --------- |
| 81.4          | 86.1 （2016年現在も実施中） | （CS放送の副音声のみ） | 放送大学ラジオ | [ 注 45 ] |

## eo光チャンネル
eo光チャンネル（イオひかりチャンネル）は、eo光テレビのコミュニティチャンネル（自主放送チャンネル）である。eo光テレビを契約している世帯や、共同受信設備を通じてeo光による放送を受信できる世帯（集合住宅など）で視聴できる。
リモコンキーIDは11（福井県のみ12）。マルチ編成を実施しており、メインチャンネルの111ch（福井県のみ121ch）では自社・他社制作番組、サブチャンネルの112ch（福井県のみ122ch）ではショップチャンネルの同時放送を中心に編成している。
従来はC049chで放送しており（SD画質）、2008年6月までは兵庫県・京都府の一部地域で行政情報の番組などへの差し替えが行われることがあった。翌7月より地上波（アナログ・デジタル両方）での放送に移行し、2012年7月3日をもってCSでの放送を完全に終了した。
2011年3月1日から2013年1月31日までは、兄弟チャンネルとしてC050chで『eo光チャンネル・3Dプラス』を設け、3D制作の番組を放送していた。外部プロダクション制作の番組に加えて、当時のケイ・キャットによるオリジナル番組もあった。

### 自社制作番組

#### 現在放送中の自社制作番組
| 番組名                                          | 放送時間              | 放送更新 | 備考 |
| ----------------------------------------------- | --------------------- | -------- | --- |
| 銀シャリ橋本の〇〇WORLD                         | 木曜 20:00 - 20:30他  | 第1、第3 | 初代アシスタントだった山本量子、病死の為2代目アシスタントとして川岸ゆかと竹村美緒が就任。このうち、竹村は彼女が闘病中の代役を担当し、のちに正式に担当。 |
| Netflix Freaks                                  | 日曜 22:45 - 23:00 他 | 不定期   | |
| SWITCH ～進化の瞬間～                           | 月曜 20:45 - 21:00他  | 第1、第3 | |
| ぷらっと旅気分                                  | 金曜 9:00 - 9:15 他   | 第1、第3 | |
| 村瀬先生のぶらり歴史歩き                        | 木曜 11:00 - 11:30 他 | 第1、第3 | |
| どこでもミルクボーイ                            | 火曜 20:00 - 20:30 他 | 毎週     | |
| PLUS UP                                         | 水曜 7:55 - 8:00 他   | 不定期   | CS、オプションチャンネルの紹介・番宣番組。 |
| ナジャ・グランディーバのチマタのハテナ          | 水曜 17:45 - 19:00 他 | 毎週     | |
| アキナのぶっちゃけていいんじゃないの            | 月曜 20:00 - 20:45 他 | 第1、第3 | |
| sumica 住まいの神アイデア                       | 金曜 16:00 - 16:30 他 | 第1、第3 | |
| 関西☆美食紀行 グルマンの隠れ家                  | 金曜 12:00 - 12:30 他 | 第1、第3 | |
| たけだバーベキューとキャンプな休日              | 土曜 10:00 - 10:30 他 | 第1、第3 | |
| 原田伸郎のこの街ええなぁ                        | 火曜 11:00 - 11:45 他 | 第1、第3 | |
| ゴエと忠志のDEEP関西                            | 金曜 11:00 - 11:30 他 | 第1、第3 | |
| ときめき! ハジメテちゃん ～はじめのだいいっぽ～ | 水曜 20:00 - 20:30    | 第1、第3 | |
| エール ～みんなが部活の主人公!～                | 木曜 22:00 - 22:30    | 第1、第3 | |
| 語り継ぎたい関西のことば                        | 金曜 18:30 - 19:00    | 第1、第3 | |
| マイネ王調査団                                  | 土曜 23:15 - 23:30    | 第1、第3 | |
| eo光テレビスペシャル                            | 不定期放送            |          | |

#### 過去に放送していた自社制作番組
- 情報・ニュースとりどり「ゲツ→キン」
- たむらけんじのぶっちゃ〜けBar
- sumica アイデアでつくる、自分らしい家
- 安田大サーカス団長安田のバズるスポーツ!
- フォルツァ！ 吹奏楽部
- sumica ルンルンDIYルーム ～築40年のお部屋リフォーム～
- 大阪・関西万博を盛り上げるOSAKA推みやげ
- さかなのおにいさん かわちゃんの水中調査隊
- 大阪高等学校総合体育大会 バスケットボール大会
- ルーブメイト・ラボ
- 負けない法則 ～タフな企業ヒストリー～
- ＃コラボラボ
- 舞妓はんの京まち浪慢
- 暮らしハウツー そなえて楽しい！まな防災
- 青木愛の大人カワイイもん
- 安全・安心落語
- レビューOSK
- こども番組 ハグハグギュッ
- 大学のぞきみTV キャンパスライフ!
- 1000円酒場
- eo光チャンネル 関西ご当地体操
- 大阪マラソン
- ビタペディア

### 他社提供・製作番組

#### 現在放送中の他社提供・製作番組
| 番組名                                  | 放送時間           | 提供・製作会社     | 備考          |
| --------------------------------------- | ------------------ | ------------------ | ------------- |
| トムとジェリー                          | 毎日 7:00 - 7:30   |                    | 7時のアニメ枠 |
| トゥイーティー&シルベスター             | 毎日 7:30 - 8:00   |                    | 7時のアニメ枠 |
| ウッド・ペッカー                        | 毎日 7:30 - 8:00   |                    | 7時のアニメ枠 |
| バッグス・バニー ショー                 | 毎日 7:30 - 8:00   |                    | 7時のアニメ枠 |
| ベルサイユのばら                        | 月曜 19:00 - 20:00 |                    | 7時のアニメ枠 |
| 元祖天才バカボン                        | 火曜 19:00 - 20:00 |                    | 7時のアニメ枠 |
| 私のあしながおじさん                    | 水曜 19:00 - 20:00 |                    | 7時のアニメ枠 |
| ピーターパンの冒険                      | 木曜 19:00 - 20:00 |                    | 7時のアニメ枠 |
| タイムボカンシリーズ ヤッターマン       | 金曜 19:00 - 20:00 |                    | 7時のアニメ枠 |
| ふたりはプリキュア                      | 日曜 17:30 - 18:00 |                    | 7時のアニメ枠 |
| 釣りうぇ～ぶ                            | 土曜 14:00 - 15:00 | 釣りビジョン       |               |
| いろはに千鳥                            | 日曜 21:00 - 22:00 | テレビ埼玉         |               |
| まるごと!北海道                         | 金曜 16:00 - 16:30 | 旅チャンネル       |               |
| AKB48 ネ申テレビ                        | 土曜 20:30 - 21:00 | ファミリー劇場     |               |
| 水曜どうでしょう                        | 土曜 21:30 - 22:00 | 北海道テレビ       |               |
| GTV2023 ～SUPER GT トークバラエティー～ | 土曜 22:30 - 23:30 | J SPORTS           |               |
| ゴー!ゴー!のりものタウン                | 水曜 8:00 - 8:30   | キッズステーション |               |
| スーパーウィングス                      | 土曜 8:00 - 8:30   |                    |               |
| ～攻めのIR～ Market Breakthrough        | 火曜 16:00 - 16:30 | 日経CNBC           |               |
| シネマ☆チョップ!                        | 水曜 16:00 - 16:30 | 東映チャンネル     |               |
| 原田伸郎のめざせパーゴルフⅢ             | 日曜 10:00 - 10:30 | サンテレビ         |               |
| 黄金の仮面～復讐のシンデレラ～          | 土曜 16:00 - 17:00 |                    |               |

#### 過去放送していた他社提供・製作番組

##### アニメ
- 新・巨人の星
- 家なき子レミ
- じゃりン子チエ
- 愛の若草物語
- 小公子セディ

##### アジアドラマ
- 副寿草

##### 映画
- 燃えろデブゴン TOKYO MISSION（ザ・シネマ 2023年8月27日放送）
- 私を忘れないで（ザ・シネマ 2023年9月24日）

### 特別番組
| 番組名                                                   | 放送日時            | 備考                   |
| -------------------------------------------------------- | ------------------- | ---------------------- |
| フェイス わたし、語り部になる。                          | 2023年8月2日、6日   |                        |
| アブダビの起業家たち                                     | 2023年8月7日        | CNNj提供番組。         |
| ETV特集 ひまわりの子どもたち 長崎・戦争孤児の記録        | 2023年8月7日        | NHK提供番組。          |
| NHKスペシャル 届かなかった手紙 時をこえた郵便発達        | 2023年8月16日、19日 | NHK提供番組。          |
| MUSIC ON! TV presenis METROCK2023 ダイジェクトスペジャル | 2023年8月12日、19日 | MUSIC ON! TV提供番組。 |
| 関西学生アメリカンフットボールリーグ                     | 毎年9月・10月に放送 |                        |
| 高校バスケットボール ウィンターカップ                    | 毎年10月に放送      |                        |

### 通信販売番組
- テレビショッピング （毎日 8:30 - 9:00、9:30 - 10:00、10:30 - 11:00、11:45 - 12:00、12:30 - 13:00、13:30 - 14:00、月曜 - 金曜 16:30 - 17:00）
- ショップチャンネル[注 63] （毎日 0:00 - 7:00、15:00 - 16:00）